# Norge i olympiska sommarspelen 2012
Norge deltog vid de olympiska sommarspelen 2012 i London, Storbritannien, som arrangerades mellan den 27 juli och den 12 augusti 2012.

## Medaljörer
| Medalj | Namn                          | Sport      | Gren                         |
| ------ | ----------------------------- | ---------- | ---------------------------- |
| Guld   | Norges damlandslag i handboll | Handboll   | Damernas handboll            |
| Guld   | Eirik Verås Larsen            | Kanotsport | K-1 1000 m                   |
| Silver | Bartosz Piasecki              | Fäktning   | Herrarnas värja              |
| Brons  | Alexander Kristoff            | Cykling    | Herrarnas linjelopp landsväg |

## Badminton
| Spelare              | Gren      | Gruppnivå                    | Gruppnivå                  | Gruppnivå         | Gruppnivå        | Eliminering       | Kvartsfinal       | Semifinal         | Final / brons     | Final / brons |
| Spelare              | Gren      | Motståndare Poäng            | Motståndare Poäng          | Motståndare Poäng | Placering        | Motståndare Poäng | Motståndare Poäng | Motståndare Poäng | Motståndare Poäng | Placering     |
| -------------------- | --------- | ---------------------------- | -------------------------- | ----------------- | ---------------- | ----------------- | ----------------- | ----------------- | ----------------- | ------------- |
| Sara Blengsli Kværnø | Damsingel | Sung Ji-h (KOR) L 8–21, 5–21 | Yip P Y (HKG) L 8–21, 7–21 | 3                 | Gick inte vidare | Gick inte vidare  | Gick inte vidare  | Gick inte vidare  | Gick inte vidare  |               |

## Brottning
Herrar, grekisk-romersk stil
| Brottare         | Gren   | Kvalomgång           | Åttondelsfinal       | Kvartsfinal          | Semifinal            | Återkval 1           | Återkval 2           | Final / brons        | Final / brons |
| Brottare         | Gren   | Motståndare Resultat | Motståndare Resultat | Motståndare Resultat | Motståndare Resultat | Motståndare Resultat | Motståndare Resultat | Motståndare Resultat | Placering     |
| ---------------- | ------ | -------------------- | -------------------- | -------------------- | -------------------- | -------------------- | -------------------- | -------------------- | ------------- |
| Stig André Berge | -60 kg | BYE                  | Aliyev (AZE) L 1–3   | Gick inte vidare     | Gick inte vidare     | Gick inte vidare     | Gick inte vidare     | Gick inte vidare     | 13            |

## Bågskytte
Norge har kvalificerat en bågskytt. 
- Herrar, individuellt - Baard Nesteng

| Bågskytt     | Gren                   | Ranking-runda | Ranking-runda | 32-delsfinal             | Sextondelsfinal        | Åttondelsfinal           | Kvartsfinal       | Semifinal         | Final             | Final            |
| Bågskytt     | Gren                   | Poäng         | Seedning      | Motståndare Poäng        | Motståndare Poäng      | Motståndare Poäng        | Motståndare Poäng | Motståndare Poäng | Motståndare Poäng | Placering        |
| ------------ | ---------------------- | ------------- | ------------- | ------------------------ | ---------------------- | ------------------------ | ----------------- | ----------------- | ----------------- | ---------------- |
| Bård Nesteng | Herrarnas individuella | 669           | 21            | Kikuchi (JPN) (44) W 6–5 | Wukie (USA) (12) W 6–2 | Furukawa (JPN) (5) L 2–6 | Gick inte vidare  | Gick inte vidare  | Gick inte vidare  | Gick inte vidare |

## Cykling
Norge har kvalificerat fyra cyklister i följande grenar
- Edvald Boasson Hagen
- Alexander Kristoff - brons i linjelopp
- Lars Petter Nordhaug
- Vegard Stake Laengen

- Linjelopp, herrar - 3 kvotplatser
- Tempo, herrar - 1 kvotplats

### Landsväg
| Cyklist              | Gren                | Tid             | Placering       |
| -------------------- | ------------------- | --------------- | --------------- |
| Edvald Boasson Hagen | Herrarnas tempolopp | 54:30.87        | 13              |
| Edvald Boasson Hagen | Herrarnas linjelopp | Fullföljde inte | Fullföljde inte |
| Alexander Kristoff   | Herrarnas linjelopp | 5:46:05         | 3               |
| Vegard Stake Langen  | Herrarnas linjelopp | 5:46:37         | 77              |
| Lars Petter Nordhaug | Herrarnas linjelopp | 5:46:05         | 25              |
| Emilie Moberg        | Damernas linjelopp  | OTL             | OTL             |

### Mountainbike
| Cyklist                | Gren                 | Tid             | Placering       |
| ---------------------- | -------------------- | --------------- | --------------- |
| Gunn-Rita Dahle Flesjå | Damernas terränglopp | Fullföljde inte | Fullföljde inte |

## Friidrott
Tre idrottare (eller fler) uppnådde A-standarden
- Ingen gren

Två idrottare uppnådde A-standarden
- Maraton, damer

En idrottare uppnådde A-standarden
- 100 meter, herrar
- 200 meter, herrar
- Spjutkastning, herrar
- 50 km Gång, herrar
- 100 meter, damer
- 1500 meter, damer
- 100 meter Häck, damer

En idrottare (eller fler) uppnådde B-standarden
- Maraton, herrar
- 3000 meter Hinder, herrar
- Slägga, herrar
- 800 meter, herrar
- 400 meter Häck, damer
- 3000 meter Hinder, damer
- Höjdhopp, damer
- Stavhopp, damer
- Slägga, damer
- Sjukamp, damer

Förkortningar
- Notera – Placeringar gäller endast den tävlandes eget heat
- Q = Kvalificerade sig till nästa omgång via placering
- q = Kvalificerade sig på tid eller, i fältgrenarna, på placering utan att ha nått kvalgränsen
- NR = Nationellt rekord
- N/A = Omgången inte möjlig i grenen
- Bye = Idrottaren behövde inte delta i omgången

Herrar
Bana och väg
| Idrottare           | Gren       | Heat     | Heat      | Semifinal | Semifinal | Kvartsfinal      | Kvartsfinal      | Final            | Final            |
| Idrottare           | Gren       | Resultat | Placering | Resultat  | Placering | Resultat         | Placering        | Resultat         | Placering        |
| ------------------- | ---------- | -------- | --------- | --------- | --------- | ---------------- | ---------------- | ---------------- | ---------------- |
| Urige Buta          | Maraton    | i.u.     | i.u.      | i.u.      | i.u.      | i.u.             | i.u.             | 2:17:58          | 36               |
| Henrik Ingebrigtsen | 1 500 m    | 3:41.33  | 4 Q       | i.u.      | i.u.      | 3:43.26          | 5 Q              | 3:35.43 NR       | 5                |
| Jaysuma Saidy Ndure | 100 m      | BYE      | BYE       | 10.28     | 4         | Gick inte vidare | Gick inte vidare | Gick inte vidare | Gick inte vidare |
| Jaysuma Saidy Ndure | 200 m      | 20.52    | 3 Q       | i.u.      | i.u.      | 20.42            | 4                | Gick inte vidare | Gick inte vidare |
| Trond Nymark        | 50 km gång | i.u.     | i.u.      | i.u.      | i.u.      | i.u.             | i.u.             | 3:48:37          | 21               |
| Erik Tysse          | 20 km gång | i.u.     | i.u.      | i.u.      | i.u.      | i.u.             | i.u.             | 1:21:00          | 14               |

Fältgrenar
| Idrottare           | Gren          | Kval  | Kval      | Final            | Final            |
| Idrottare           | Gren          | Längd | Placering | Längd            | Placering        |
| ------------------- | ------------- | ----- | --------- | ---------------- | ---------------- |
| Eivind Henriksen    | Släggkastning | 74.62 | 13        | Gick inte vidare | Gick inte vidare |
| Andreas Thorkildsen | Spjutkastning | 84.47 | 2 Q       | 82.63            | 6                |

Damer
Bana och väg
| Idrottare                 | Event      | Heat                               | Heat                               | Kvartsfinal                        | Kvartsfinal                        | Semifinal                          | Semifinal                          | Final                              | Final                              |
| Idrottare                 | Event      | Resultat                           | Placering                          | Resultat                           | Placering                          | Resultat                           | Placering                          | Resultat                           | Placering                          |
| ------------------------- | ---------- | ---------------------------------- | ---------------------------------- | ---------------------------------- | ---------------------------------- | ---------------------------------- | ---------------------------------- | ---------------------------------- | ---------------------------------- |
| Ingvill Måkestad Bovim    | 1 500 m    | DNS                                | DNS                                | i.u.                               | i.u.                               | Gick inte vidare                   | Gick inte vidare                   | Gick inte vidare                   | Gick inte vidare                   |
| Karoline Bjerkeli Grøvdal | 5 000 m    | 15:24.86                           | 13                                 | i.u.                               | i.u.                               | i.u.                               | i.u.                               | Gick inte vidare                   | Gick inte vidare                   |
| Ezinne Okparaebo          | 100 m      | BYE                                | BYE                                | 11.14                              | 4 q                                | 11.10 NR                           | 4                                  | Gick inte vidare                   | Gick inte vidare                   |
| Ezinne Okparaebo          | 200 m      | 23.30 =NR                          | 5                                  | i.u.                               | i.u.                               | Gick inte vidare                   | Gick inte vidare                   | Gick inte vidare                   | Gick inte vidare                   |
| Christina Vukicevic       | 100 m häck | Drog sig ur på grund av dålig form | Drog sig ur på grund av dålig form | Drog sig ur på grund av dålig form | Drog sig ur på grund av dålig form | Drog sig ur på grund av dålig form | Drog sig ur på grund av dålig form | Drog sig ur på grund av dålig form | Drog sig ur på grund av dålig form |

Fältgrenar
| Idrottare          | Gren      | Kval  | Kval      | Final            | Final            |
| Idrottare          | Gren      | Längd | Placering | Längd            | Placering        |
| ------------------ | --------- | ----- | --------- | ---------------- | ---------------- |
| Tonje Angelsen     | Höjdhopp  | 1.85  | 28        | Gick inte vidare | Gick inte vidare |
| Margrethe Renstrøm | Längdhopp | DNS   | DNS       | Gick inte vidare | Gick inte vidare |

Kombinerade grenar – sjukamp
| Idrottare     | Gren     | 100H  | HJ   | SP    | 200 m | LJ   | JT    | 800 m   | Final | Placering |
| ------------- | -------- | ----- | ---- | ----- | ----- | ---- | ----- | ------- | ----- | --------- |
| Ida Marcussen | Resultat | 14.08 | 1.68 | 14.26 | 25.15 | 5.82 | 42.26 | 2:13.62 | 5846  | 28        |
| Ida Marcussen | Poäng    | 967   | 830  | 811   | 873   | 795  | 711   | 912     | 5846  | 28        |

## Fäktning
- Huvudartikel: Fäktning vid olympiska sommarspelen 2012

Herrar
| Idrottare        | Gren                | Omgång 1              | Omgång 2          | Omgång 3            | Kvartsfinal            | Semifinal             | Final / BM        | Final / BM |
| Idrottare        | Gren                | Motståndare Poäng     | Motståndare Poäng | Motståndare Poäng   | Motståndare Poäng      | Motståndare Poäng     | Motståndare Poäng | Placering  |
| ---------------- | ------------------- | --------------------- | ----------------- | ------------------- | ---------------------- | --------------------- | ----------------- | ---------- |
| Bartosz Piasecki | Värja, individuellt | Grumier (FRA) W 14–13 | Imre (HUN) W 15–7 | Borel (FRA) W 15–14 | Jung J-S (KOR) W 15–13 | Limardo (VEN) L 10–15 | 2                 |            |

## Handboll
Norska damlandslaget kommer att delta i OS som världsmästare och titelförsvarande olympiska mästare
- Damernas turnering, 1 lag med 14 spelare

Damer
| \| \| Pos. \| Namn \| Ålder \| \| Klubb \| \| \| ---- \| ----------------------------------- \| ------------------ \| \| --------------------- \| \| \| MV \| Kari Aalvik Grimsbø (NOR) \| 27 år (1985-01-04) \| \| Team Esbjerg \| \| \| MV \| Katrine Lunde Haraldsen (NOR) \| 32 år (1980-03-30) \| \| Győri Audi ETO KC \| \| \| VN \| Ida Alstad (NOR) \| 27 år (1985-06-13) \| \| Byåsen Håndball Elite \| \| \| MS \| Heidi Løke (NOR) \| 29 år (1982-12-12) \| \| Győri Audi ETO KC \| \| \| HN \| Tonje Nøstvold (NOR) \| 27 år (1985-05-07) \| \| Byåsen Håndball Elite \| \| \| MN \| Karoline Dyhre Breivang (NOR) \| 32 år (1980-05-10) \| \| Larvik HK \| \| \| VN \| Kristine Lunde-Borgersen (NOR) \| 32 år (1980-03-30) \| \| Vipers Kristiansand \| \| \| VS \| Kari Mette Johansen (NOR) \| 33 år (1979-01-11) \| \| Larvik HK \| \| \| MS \| Marit Malm Frafjord (NOR) \| 26 år (1985-11-25) \| \| Viborg HK \| \| \| HN \| Linn Jørum Sulland (NOR) \| 28 år (1984-07-15) \| \| Larvik HK \| \| \| HS \| Linn-Kristin Riegelhuth Koren (NOR) \| 27 år (1984-08-01) \| \| Larvik HK \| \| \| MN \| Gøril Snorroeggen (NOR) \| 27 år (1985-02-15) \| \| Team Esbjerg \| \| \| HS \| Amanda Kurtović (NOR) \| 21 år (1991-07-25) \| \| Larvik HK \| \| \| VS \| Camilla Herrem (NOR) \| 25 år (1986-10-08) \| \| Byåsen Håndball Elite \| | Förbundskapten: Thorir Hergeirsson                                                                                |                                     |                    |         |                       |
| \| \| Pos. \| Namn \| Ålder \| \| Klubb \| \| \| ---- \| ----------------------------------- \| ------------------ \| \| --------------------- \| \| \| MV \| Kari Aalvik Grimsbø (NOR) \| 27 år (1985-01-04) \| \| Team Esbjerg \| \| \| MV \| Katrine Lunde Haraldsen (NOR) \| 32 år (1980-03-30) \| \| Győri Audi ETO KC \| \| \| VN \| Ida Alstad (NOR) \| 27 år (1985-06-13) \| \| Byåsen Håndball Elite \| \| \| MS \| Heidi Løke (NOR) \| 29 år (1982-12-12) \| \| Győri Audi ETO KC \| \| \| HN \| Tonje Nøstvold (NOR) \| 27 år (1985-05-07) \| \| Byåsen Håndball Elite \| \| \| MN \| Karoline Dyhre Breivang (NOR) \| 32 år (1980-05-10) \| \| Larvik HK \| \| \| VN \| Kristine Lunde-Borgersen (NOR) \| 32 år (1980-03-30) \| \| Vipers Kristiansand \| \| \| VS \| Kari Mette Johansen (NOR) \| 33 år (1979-01-11) \| \| Larvik HK \| \| \| MS \| Marit Malm Frafjord (NOR) \| 26 år (1985-11-25) \| \| Viborg HK \| \| \| HN \| Linn Jørum Sulland (NOR) \| 28 år (1984-07-15) \| \| Larvik HK \| \| \| HS \| Linn-Kristin Riegelhuth Koren (NOR) \| 27 år (1984-08-01) \| \| Larvik HK \| \| \| MN \| Gøril Snorroeggen (NOR) \| 27 år (1985-02-15) \| \| Team Esbjerg \| \| \| HS \| Amanda Kurtović (NOR) \| 21 år (1991-07-25) \| \| Larvik HK \| \| \| VS \| Camilla Herrem (NOR) \| 25 år (1986-10-08) \| \| Byåsen Håndball Elite \| | Positioner: MV - Målvakt VS - Vänstersexa VN - Vänsternia MS - Mittsexa MN - Mittnia HS - Högersexa HN - Högernia |                                     |                    |         |                       |
| \| \| Pos. \| Namn \| Ålder \| \| Klubb \| \| \| ---- \| ----------------------------------- \| ------------------ \| \| --------------------- \| \| \| MV \| Kari Aalvik Grimsbø (NOR) \| 27 år (1985-01-04) \| \| Team Esbjerg \| \| \| MV \| Katrine Lunde Haraldsen (NOR) \| 32 år (1980-03-30) \| \| Győri Audi ETO KC \| \| \| VN \| Ida Alstad (NOR) \| 27 år (1985-06-13) \| \| Byåsen Håndball Elite \| \| \| MS \| Heidi Løke (NOR) \| 29 år (1982-12-12) \| \| Győri Audi ETO KC \| \| \| HN \| Tonje Nøstvold (NOR) \| 27 år (1985-05-07) \| \| Byåsen Håndball Elite \| \| \| MN \| Karoline Dyhre Breivang (NOR) \| 32 år (1980-05-10) \| \| Larvik HK \| \| \| VN \| Kristine Lunde-Borgersen (NOR) \| 32 år (1980-03-30) \| \| Vipers Kristiansand \| \| \| VS \| Kari Mette Johansen (NOR) \| 33 år (1979-01-11) \| \| Larvik HK \| \| \| MS \| Marit Malm Frafjord (NOR) \| 26 år (1985-11-25) \| \| Viborg HK \| \| \| HN \| Linn Jørum Sulland (NOR) \| 28 år (1984-07-15) \| \| Larvik HK \| \| \| HS \| Linn-Kristin Riegelhuth Koren (NOR) \| 27 år (1984-08-01) \| \| Larvik HK \| \| \| MN \| Gøril Snorroeggen (NOR) \| 27 år (1985-02-15) \| \| Team Esbjerg \| \| \| HS \| Amanda Kurtović (NOR) \| 21 år (1991-07-25) \| \| Larvik HK \| \| \| VS \| Camilla Herrem (NOR) \| 25 år (1986-10-08) \| \| Byåsen Håndball Elite \| | Spelarnas åldrar och klubb per 27 juli 2012.                                                                      |                                     |                    |         |                       |
| | Pos. | Namn                                | Ålder              |         | Klubb                 |
| | MV | Kari Aalvik Grimsbø (NOR)           | 27 år (1985-01-04) | Danmark | Team Esbjerg          |
| | MV | Katrine Lunde Haraldsen (NOR)       | 32 år (1980-03-30) | Ungern  | Győri Audi ETO KC     |
| | VN | Ida Alstad (NOR)                    | 27 år (1985-06-13) | Norge   | Byåsen Håndball Elite |
| | MS | Heidi Løke (NOR)                    | 29 år (1982-12-12) | Ungern  | Győri Audi ETO KC     |
| | HN | Tonje Nøstvold (NOR)                | 27 år (1985-05-07) | Norge   | Byåsen Håndball Elite |
| | MN | Karoline Dyhre Breivang (NOR)       | 32 år (1980-05-10) | Norge   | Larvik HK             |
| | VN | Kristine Lunde-Borgersen (NOR)      | 32 år (1980-03-30) | Norge   | Vipers Kristiansand   |
| | VS | Kari Mette Johansen (NOR)           | 33 år (1979-01-11) | Norge   | Larvik HK             |
| | MS | Marit Malm Frafjord (NOR)           | 26 år (1985-11-25) | Danmark | Viborg HK             |
| | HN | Linn Jørum Sulland (NOR)            | 28 år (1984-07-15) | Norge   | Larvik HK             |
| | HS | Linn-Kristin Riegelhuth Koren (NOR) | 27 år (1984-08-01) | Norge   | Larvik HK             |
| | MN | Gøril Snorroeggen (NOR)             | 27 år (1985-02-15) | Danmark | Team Esbjerg          |
| | HS | Amanda Kurtović (NOR)               | 21 år (1991-07-25) | Norge   | Larvik HK             |
| | VS | Camilla Herrem (NOR)                | 25 år (1986-10-08) | Norge   | Byåsen Håndball Elite |

Gruppspel
| Lag       | S | V | O | F | GM  | IM  | MS  | P |
| --------- | - | - | - | - | --- | --- | --- | - |
| Frankrike | 5 | 4 | 1 | 0 | 125 | 103 | +22 | 9 |
| Sydkorea  | 5 | 3 | 1 | 1 | 136 | 130 | +6  | 7 |
| Spanien   | 5 | 3 | 1 | 1 | 119 | 114 | +5  | 7 |
| Norge     | 5 | 2 | 1 | 2 | 118 | 120 | −2  | 5 |
| Danmark   | 5 | 1 | 0 | 4 | 113 | 121 | −8  | 2 |
| Sverige   | 5 | 0 | 0 | 5 | 108 | 131 | −23 | 0 |

|       | 28 juli 2012 | Norge                           | 23 – 24   | Frankrike                        | Copper Box, London           |                              |
| 21:15 | 21:15        | Alstad 5, Loke 3, Snorroeggen 3 | (12 – 17) | Baudouin 5, Signate 5, Dembele 4 | Domare: Krstic, Ljubic (SLO) | Domare: Krstic, Ljubic (SLO) |
| 21:15 | 21:15        |                                 |           |                                  | Domare: Krstic, Ljubic (SLO) | Domare: Krstic, Ljubic (SLO) |
| 21:15 | 21:15        |                                 |           |                                  | Domare: Krstic, Ljubic (SLO) | Domare: Krstic, Ljubic (SLO) |

|       | 30 juli 2012 | Sverige | 21–24 | Norge | Copper Box, London |  |
| 21:15 |              |         |       |       |                    |  |
|       |              |         |       |       |                    |  |
|       |              |         |       |       |                    |  |

|       | 1 augusti 2012 | Norge | 27–27 | Sydkorea | Copper Box, London |  |
| 09:30 |                |       |       |          |                    |  |
|       |                |       |       |          |                    |  |
|       |                |       |       |          |                    |  |

|       | 3 augusti 2012 | Danmark | 23–24 | Norge | Copper Box, London |  |
| 21:15 |                |         |       |       |                    |  |
|       |                |         |       |       |                    |  |
|       |                |         |       |       |                    |  |

|       | 5 augusti 2012 | Danmark | 24–30 | Frankrike | Copper Box, London |  |
| 21:15 |                |         |       |           |                    |  |
|       |                |         |       |           |                    |  |
|       |                |         |       |           |                    |  |

Slutspel
|  | Kvartsfinal | Kvartsfinal | Kvartsfinal |    |    | Semifinal | Semifinal | Semifinal |            |            | Final      | Final          | Final |
|  |             |             |             |    |    |           |           |           |            |            |            |                |       |
|  | A1          | Brasilien   | 19          |    |    |           |           |           |            |            |            |                |       |
|  |             |             | 19          |    |    |           |           |           |            |            |            |                |       |
|  | B4          | Norge       | 21          |    |    |           |           |           |            |            |            |                |       |
|  | B4          | Norge       | 21          |    |    | Norge     | 31        |           |            |            |            |                |       |
|  |             |             |             |    |    | Norge     | 31        |           |            |            |            |                |       |
|  |             |             | Sydkorea    | 25 |    |           |           |           |            |            |            |                |       |
|  | A3          | Ryssland    | Sydkorea    | 25 | 23 |           |           |           |            |            |            |                |       |
|  | A3          | Ryssland    |             |    | 23 |           |           |           |            |            |            |                |       |
|  | B2          | Sydkorea    | 24          |    |    |           |           |           |            |            |            |                |       |
|  |             |             |             |    |    |           |           |           |            |            | Norge      | 26             |       |
|  |             |             |             |    |    |           |           |           |            |            | Montenegro | 23             |       |
|  | A2          | Kroatien    | 22          |    |    |           |           |           |            |            |            |                |       |
|  | A2          | Kroatien    | 22          |    |    |           |           |           |            |            |            |                |       |
|  | B3          | Spanien     | 25          |    |    |           |           |           |            |            |            |                |       |
|  | B3          | Spanien     | 25          |    |    | Spanien   | 26        |           | Bronsmatch | Bronsmatch | Bronsmatch |                |       |
|  |             |             |             |    |    | Spanien   | 26        |           | Bronsmatch | Bronsmatch | Bronsmatch |                |       |
|  |             |             | Montenegro  | 27 |    |           |           |           |            |            |            |                |       |
|  | A4          | Montenegro  | Montenegro  | 27 | 23 |           |           | Sydkorea  | 29         |            |            |                |       |
|  | A4          | Montenegro  |             |    | 23 |           |           | Sydkorea  | 29         |            |            |                |       |
|  | B1          | Frankrike   | 22          |    |    |           |           |           |            |            |            | Spanien (e fl) | 31    |
|  |             |             |             |    |    |           |           |           |            |            |            |                |       |

## Kanotsport
Sprint
| Kanotist           | Gren                | Heat     | Heat      | Semifinal | Semifinal | Final            | Final            |
| Kanotist           | Gren                | Tid      | Placering | Tid       | Placering | Tid              | Placering        |
| ------------------ | ------------------- | -------- | --------- | --------- | --------- | ---------------- | ---------------- |
| Eirik Verås Larsen | Herrarnas K1 1000 m | 3:31.288 | 3 Q       | 3:29.547  | 2 FA      | 3:26.462         | 1                |
| Mira Verås Larsen  | Damernas K1 500 m   | 1:55.923 | 5 Q       | 1:57.354  | 6         | Gick inte vidare | Gick inte vidare |

## Ridsport

### Dressyr
| Ryttare         | Häst   | Grand Prix | Grand Prix | Grand Prix Special | Grand Prix Special | Grand Prix Freestyle | Grand Prix Freestyle | Placering |
| Ryttare         | Häst   | Poäng      | Placering  | Poäng              | Placering          | Poäng                | Placering            | Placering |
| --------------- | ------ | ---------- | ---------- | ------------------ | ------------------ | -------------------- | -------------------- | --------- |
| Siril Helljesen | Dorina | 69,985     | 31         | Ej kvalificerad    | Ej kvalificerad    | Ej kvalificerad      | Ej kvalificerad      | 31        |

## Rodd
Herrar
| Idrottare                    | Gren                    | Heat    | Heat      | Återkval | Återkval  | Kvartsfinal | Kvartsfinal | Semifinal | Semifinal | Final   | Final     | Final |
| Idrottare                    | Gren                    | Tid     | Placering | Tid      | Placering | Tid         | Placering   | Tid       | Placering | Tid     | Placering |       |
| ---------------------------- | ----------------------- | ------- | --------- | -------- | --------- | ----------- | ----------- | --------- | --------- | ------- | --------- | ----- |
| Olaf Tufte                   | Singelsculler           | 7:00,90 | 2 QF      | BYE      | BYE       | 6:55,36     | 3 SA/B      | 7:35,31   | 6 FB      | 7:18,15 | 9         |       |
| Kjetil Borch Nils Jakob Hoff | Dubbelsculler           | 6:16,31 | 1 SA/B    | BYE      | BYE       | i.u.        | i.u.        | 6:22,88   | 4 FB      | 6:20,82 | 7         |       |
| Kristoffer Brun Are Strandli | Lättvikts-dubbelsculler | 6:34,00 | 2 SA/B    | BYE      | BYE       | i.u.        | i.u.        | 6:39,59   | 4 FB      | 6:32,82 | 9         |       |

## Segling
Herrar
| Seglare                                | Gren    | Lopp | Lopp | Lopp | Lopp | Lopp | Lopp | Lopp | Lopp | Lopp | Lopp | Lopp | Summerad poäng | Finalplacering |
| Seglare                                | Gren    | 1    | 2    | 3    | 4    | 5    | 6    | 7    | 8    | 9    | 10   | M*   | Summerad poäng | Finalplacering |
| -------------------------------------- | ------- | ---- | ---- | ---- | ---- | ---- | ---- | ---- | ---- | ---- | ---- | ---- | -------------- | -------------- |
| Sebastian Wang-Hansen                  | RS:X    | 19   | 17   | 31   | 18   | 18   | 20   | 19   | 18   | 25   | 32   | EL   | 185            | 24             |
| Kristian Ruth                          | Laser   | 32   | 14   | 10   | 17   | 15   | 5    | DNF  | 24   | 8    | 20   | EL   | 145            | 16             |
| Eivind Melleby Petter Mørland Pedersen | Starbåt | 7    | 5    | 2    | 4    | 16   | 11   | 8    | 4    | 7    | 5    | 10   | 63             | 4              |

M = Medaljlopp; EL = Eliminerad – gick inte vidare till medaljloppet;
Damer
| Seglare            | Gren         | Lopp | Lopp | Lopp | Lopp | Lopp | Lopp | Lopp | Lopp | Lopp | Lopp | Lopp | Summerad poäng | Finalplacering |
| Seglare            | Gren         | 1    | 2    | 3    | 4    | 5    | 6    | 7    | 8    | 9    | 10   | M*   | Summerad poäng | Finalplacering |
| ------------------ | ------------ | ---- | ---- | ---- | ---- | ---- | ---- | ---- | ---- | ---- | ---- | ---- | -------------- | -------------- |
| Jannicke Stålstrøm | RS:X         | 21   | 17   | 24   | 21   | 17   | 18   | 21   | 15   | 12   | 15   | EL   | 142            | 19             |
| Marthe Enger Eide  | Laser radial | 30   | 24   | 32   | 11   | 23   | 15   | 23   | 21   | 17   | 30   | EL   | 194            | 23             |

M = Medaljlopp; EL = Eliminerad – gick inte vidare till medaljloppet;

## Simhopp
Herrar
| Idrottare       | Gren | Kval   | Kval      | Semifinal        | Semifinal        | Final            | Final            |
| Idrottare       | Gren | Poäng  | Placering | Poäng            | Placering        | Poäng            | Placering        |
| --------------- | ---- | ------ | --------- | ---------------- | ---------------- | ---------------- | ---------------- |
| Amund Gismervik | 10 m | 401,55 | 24        | Gick inte vidare | Gick inte vidare | Gick inte vidare | Gick inte vidare |

## Simning
Inom simningen finns bestämda kvaltider i individuella grenar på bana, en Olympic Qualifying Time (OQT) vilken garanterar plats i grenen - dock som mest två simmare per nation per distans - och en Olympic Selection Time (OST) vilken inte garanterar deltagande. I lagkapper är de tolv bästa nationerna i varje gren vid världsmästerskapen 2011 kvalificerade. Ytterligare fyra platser per gren fördelas i juni 2012 baserat på uppnådda tider under kvalperioden.
Nedan listas enbart de som uppnått OQT samt de lag som kvalificerat sig. Uppdaterades senast 8 juni 2011.
Två (eller fler) simmare har uppnått OQT
- Ingen gren

En simmare har uppnått OQT
- 100 meter bröstsim, herrar

## Skytte
Norge har kvalificerat sig för följande kvotplatser
- 50 meter gevär tre positioner, herrar
- 50 meter gevär liggande, herrar
- 10 meter luftgevär, herrar
- Skeet, herrar